# Roger-Philippe Menu
Pour les articles homonymes, voir Menu.
Roger-Philippe Menu est un nageur français né le 30 juin 1948 à Allennes-les-Marais et mort le 4 février 2013 à Lille.
Il est membre de l'équipe de France aux Jeux olympiques d'été de 1972, prenant part aux 100 et 200 mètres brasse ainsi qu'au relais 4 × 100 mètres quatre nages ; il est éliminé en séries sur les trois courses.
Il est médaillé d'argent du 100 mètres brasse et du relais 4 × 100 mètres quatre nages aux championnats d'Europe de natation 1970.
Il est champion de France du 100 mètres brasse à huit reprises (hiver et été 1969, hiver et été 1970, été 1971, hiver, été 1972 et été 1976) et du 200 mètres brasse à six reprises (été 1969, hiver et été 1970, été 1971, hiver et été 1972).
En club, il a été licencié au Stade nautique lensois, au CN Hénin-Beaumont, au Dunkerque Natation et à l'Amiens Métropole Natation.